# Calle 79 (Manhattan)
La Calle 79 es una de las calles principales del borough de Manhattan en la ciudad de Nueva York. Cruza de oeste a este entre los barrios del Upper East Side y el Upper West Side. Se divide en dos grandes secciones: entre la Avenida East End y la Quinta Avenida en el Upper East Side, y entre Columbus Avenue y Henry Hudson Parkway en el Upper West Side. Los dos segmentos se conectan por la vía transversal que cruza el Central Park, así como una cuadra de la calle 81.
En el lado oeste, la calle se encuentra totalmente dentro del área del código ZIP 10024; en el lado este, la calle es parte del código ZIP 10075.

## Descripción
En el Upper East Side, la calle 79 este se extiende desde East End Avenue, pasando por la filial Yorkville de la Biblioteca Pública de Nueva York hasta la Quinta Avenida donde la entrada a Central Park por la "Children's Gate" en la Quinta Avenida y la "Hunter's Gate" en Central Park West y la calle 81 en el Upper West Side. La calle 79 no existe entre Central Park West y Columbus Avenue, debido a una manzana extendida ocupada por el Museo Americano de Historia Natural. Al oeste de Columbus Avenue, la calle 79 continua y termina en Riverside Park en un círculo de tráfico ubicado luego de la rampa de salida/entrada para la Henry Hudson Parkway, debajo de la que se encuentra la 79th Street Boat Basin y su café.

## Historía
La calle fue diseñada dentro del Plan de los Comisionados de 1811 como la más meridional de las 15 calles de sentido este-oeste que tendrían un ancho de 100 pies (30,5 m) mientras que las otras calles sólo tenían un ancho de 60 pies (18,3 m)).
El intercambio en el río Hudson y la marina fueron propuestos en 1934 y fueron construidos en 1937 durante la gestión de Robert Moses como Comisionado de Parques. Fue parte de la eliminación de la estructura elevada de la calle 79 que creó una entrada y salida de gran arquitectura en la Henry Hudson Parkway mientras eliminaba un paso a desnivel de la West Side Line del New York Central Railroad cubriendolo y creando el Freedom Tunnel. Diseñado por Gilmore David Clarke, La Works Projects Administration proveyó $5.1 millones para el proyecto, que también incluían un estacionamiento subterráneao, un restaurante y la marina.

## Transporte
En el lado oeste, la estación calle 79 de la línea de la Séptima Avneida-Broadway del Metro de Nueva York se ubica en la intersección de la calle 79 y Broadway, recibe los trenes de la línea 1 durante el día y de las líneas 1 y 2 durante la noche. La estación de la calle 81 - Museo de Historia Natural de la línea de la Octava Avenida se ubica en la intersección de la calle 81 y Central Park West.
En el lado este, la estación calle 77 de la línea de la Avenida Lexington, dos cuadras al sur, es atendida por los trenes 6 y <6> durante el día y 4 y 6 durante la noche.
El bus M79 que cruza la isla hace su recorrido entre la 79th Street Boat Basin y East End Avenue durante todo el día.

## Ubicaciones notables
- En Broadway se levanta The Apthorp (arquitectos Clinton & Russell, 1908), uno de los edificios de apartamentos clásicos del lado oeste y la Primera Iglesia Bautista en la Ciudad de Nueva York (arquitecto George M. Kaiser, 1891).
- Entre las avenidas Sexta y Séptima, a la altura de la calle 79 Oeste se planeó a través de lo que llegó a ser el Central Park el extremo sur del reservorio de recepción, una estructura de almacenamiento vital del Aqueducto Croton de 1842. El agua era enviada desde el condado de Westchester, sobre el río Harlem y hasta el reservorio en el lado oeste ubicado entre las calles 79 y 86 y las avenidas sexta y séptima en un área que entonces era conocid como Yorkville.[9] El reservorio era un edificio parecido a un fuerte de 255 metros de 557 metros de largo y 225 metros de ancho y contenía hasta 680,000 metros cúbicos de agua de los 130,000 metros cúbicos fluían diariamente desde la parte norte de Westchester.
- El antiguo alcalde Michael Bloomberg vive en una casa de cinco pisos en la calle 79 este entre las avenidas Madison y la Quinta.[10] Otros residentes notables de la calle 79 incluyen o incluyeron a Tom Wolfe, Art Garfunkel[11] y Eliot Spitzer.[12] el socialité Nan Kempner vivió en la calle 79 con Park Avenue.[13]
- El lado sur de la cuadra entre las avenidas Quinta y Madison está protegida por una rara fila de casas adosadas. Empieza en la esquina de la quinta con la casa de estilo renacimiento francés Harry F. Sinclair House (1897–98), que hoy alberga el Ukrainian Institute.
- La New York Society Library, en el 53 de la calle 79 este es la biblioteca más antigua en funcionamiento de la ciudad (desde 1754); ocupó una casa adosada doble construía para John S. y Catherine Dodge Rogers, (Trowbridge & Livingston, 1916–18).[14]
- En la grilla de calles, la calle 79 este lleva a una entrada de rumbo sur no numerada hacia la FDR Drive en la calle 78 este. La calle 79 este también es el extremo sur de la East End Avenue, que va de norte a sur desde la calle 90.

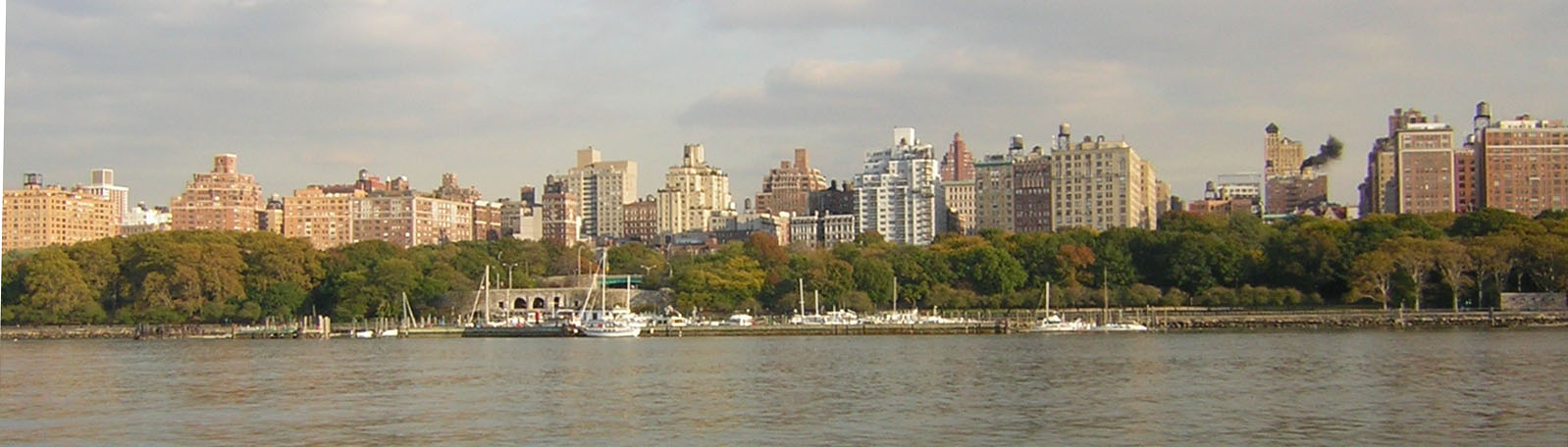
La 79th Street Boat Basin